# Rase (Leine)
Die Rase ist ein etwa 4 km langer, linker und westlicher Zufluss der Leine im Gemeindegebiet von Rosdorf im Landkreis Göttingen in Niedersachsen. Der Bach entspringt der Karstquelle Rasespring im Ortsteil Mengershausen, durchfließt Rosdorf und mündet wenige 100 m östlich davon linksseits in die Leine.

## Geographie

### Ursprung
Das  Rasespring genannte Quellgebiet liegt bei der Mengershausener Siedlung Tiefenbrunn beim Asklepios Fachklinikum Tiefenbrunn von Mengershausen und umfasst mehrere Quellen, die über den Ort verteilt liegen, teilweise stark schütten und auf bis zu etwa 185 m ü. NHN in künstlich angelegten Teiche gefasst wurden. Eine der Quellen mit Abmessungen von 20 × 10 m liegt auf dem Grund eines im 18. Jahrhundert angelegten Stauteichs. Die Sohle dieses Quelltrichters liegt 4–5 Meter unter der Wasseroberfläche des Teichs.
Der Rasespring ist eine der großen Karstquellen, die an der westlichen Randstörung des Leinetalgrabens aufstoßen. Klüfte im verkarsteten Oberen Muschelkalk führen das Wasser, das sich an Schichten des im Tertiär an der Hauptstörung abgesunkenen Keupers aufstaut und an der Rasequelle im unteren Hangbereich ausfließt. Die Quelle hat einen Einzugsbereich von 27 km², die jährliche Grundwasserneubildung in diesem Bereich liegt bei 4 Millionen m³.
Oberhalb der Quelle wurden 1978 und 1980 zwei Tiefbrunnen zur Trinkwasserversorgung für Rosdorf und Klein Schneen errichtet. Zwischen 1966 und 1985 betrug der durchschnittliche Abfluss der Quelle einschließlich der Fördermengen aus den Brunnen etwa 0,3 m³/s.

### Verlauf
Vom Rasespring aus fließt die Rase ostwärts durch Tiefenbrunn bis an den Rand der A 7, wo von Süden her ein Bach mündet, der mit seinem als Graben neben Feldwegen einherziehendem Oberlauf länger ist. Einige hundert Meter nach der Unterquerung der Autobahn schwenkt der von Bäumen und Büschen begleitete Lauf kurz vor der L 573 Mengershausen–Rosdorf für weniger als einen Kilometer nach Norden, danach läuft die Rase wieder östlich und auf Rosdorf zu, dessen Siedlungsbereich sie darauf in zumeist offenem Lauf durchzieht. Dicht an der L 573 fließt sie im Dorf im rechten Winkel mit ihrem merklich längeren Nebenfluss Grundbach zusammen und danach in dessen Zulaufrichtung weiter. Auf Ostkurs verlässt sie es unterhalb wieder in einer Baumgalerie und mündet dann bald danach von links auf über 150 m ü. NHN in die Leine.

### Zuflüsse
- Grabenlauf, von rechts und Süden von Mengershausen her. Entsteht als Feldweggraben nordwestlich von Mengershausen auf bis zu 220 m ü. NHN
- Grundbach/Grundbeeke, von links und Westen in Rosdorf. Entspringt östlich von Bördel als Bördelbach und wird abschnittsweise auch Beeke und Luhbach/Lohbeeke genannt.

## Natur
Die Rasequelle "Unter den Linden" war ein vom Landkreis Göttingen ausgewiesenes Naturdenkmal in Rosdorf, das die ND-Nummer 046 trug. Der Status als Naturdenkmal wurde mit der Begründung aufgehoben, es handele sich nicht um eine Naturschöpfung. Die Teiche seien künstlich und der Bachlauf ausgebaut.

## Etymologie
Das Bestimmungswort des Ortes Rosdorf und des Baches Rase haben denselben Ursprung. Die erste schriftliche Erwähnung Rosdorfs als Rasthorp ist aus dem Jahr 1004 überliefert. Der vordere Vokal wechselt in den Erwähnungen zwischen -a- und -o-, wobei -o- seit dem 12. Jahrhundert überwiegt und auch im Flussnamen vorkommt. Der Flussname wechselt gegen Ende des 17. Jahrhunderts zu der heutigen Form Rase.
Das vordere Bestimmungselement beider zusammengesetzter Namen geht letztlich, wie das heutige deutsche Wort Rohr, auf die germanische Wurzel *rauza der Bedeutung ‚(Schilf)rohr‘ zurück, die in ähnlichem Lautstand im französischen Wort gleicher Bedeutung roseau fortlebt.  Das nachstehende Grundwort beim Bach war wohl das althochdeutsche Wort aha für ‚Wasser, Flut, Fluss‘, das etwa in den zahlreichen deutschen Gewässernamen Ache(n) und der Gewässernamensendung -ach weniger reduziert als hier fortlebt. Für den Gewässernamen ergibt sich also die Bedeutung ‚Schilfrohrbach, -wasser‘.

## Geschichte

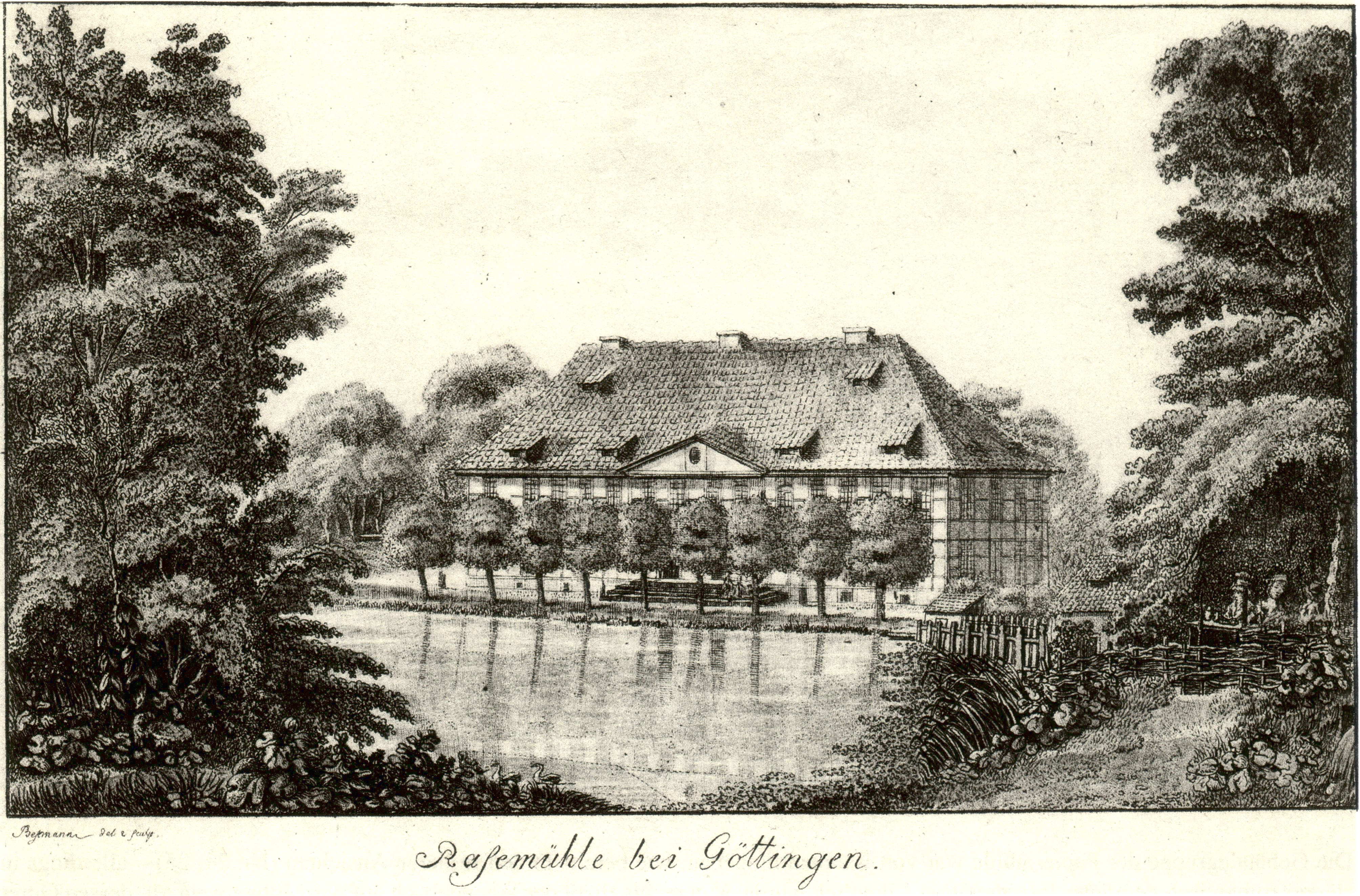
Rasemühle mit Rasespring in Tiefenbrunn gezeichnet von Christian Andreas Besemann um 1795

Am Rasespring stand im Spätmittelalter die sogenannte Rasemühle, die im 15. Jahrhundert dem Kloster Hilwartshausen gehörte. Offenbar schüttete die Karstquelle also ausreichend für einen lohnenden Mühlenbetrieb. Von 1824 bis 1903 diente das Gebäude dann als Ausflugsgastwirtschaft mit Biergartenbetrieb, die insbesondere auch von Göttinger Studenten frequentiert wurde und wo Heines Harzreise zufolge anscheinend auch gepaukt wurde: „[Liste von Burschenschaftern] … die noch heutzutage in Göttingen, hordenweis und geschieden durch Farben der Mützen und der Pfeifenquäste, über die Weenderstraße einherziehen, auf den blutigen Wahlstätten der Rasenmühle, des Ritschenkruges und Bovdens sich ewig unter einander herumschlagen, …“
In der Schlammschicht über der Sohle des Quelltrichters wurden Bruchstücke von Trinkgefäßen und anderen Geschirrteilen aus dem 18.–20. Jahrhundert gefunden.

## Bildergalerie

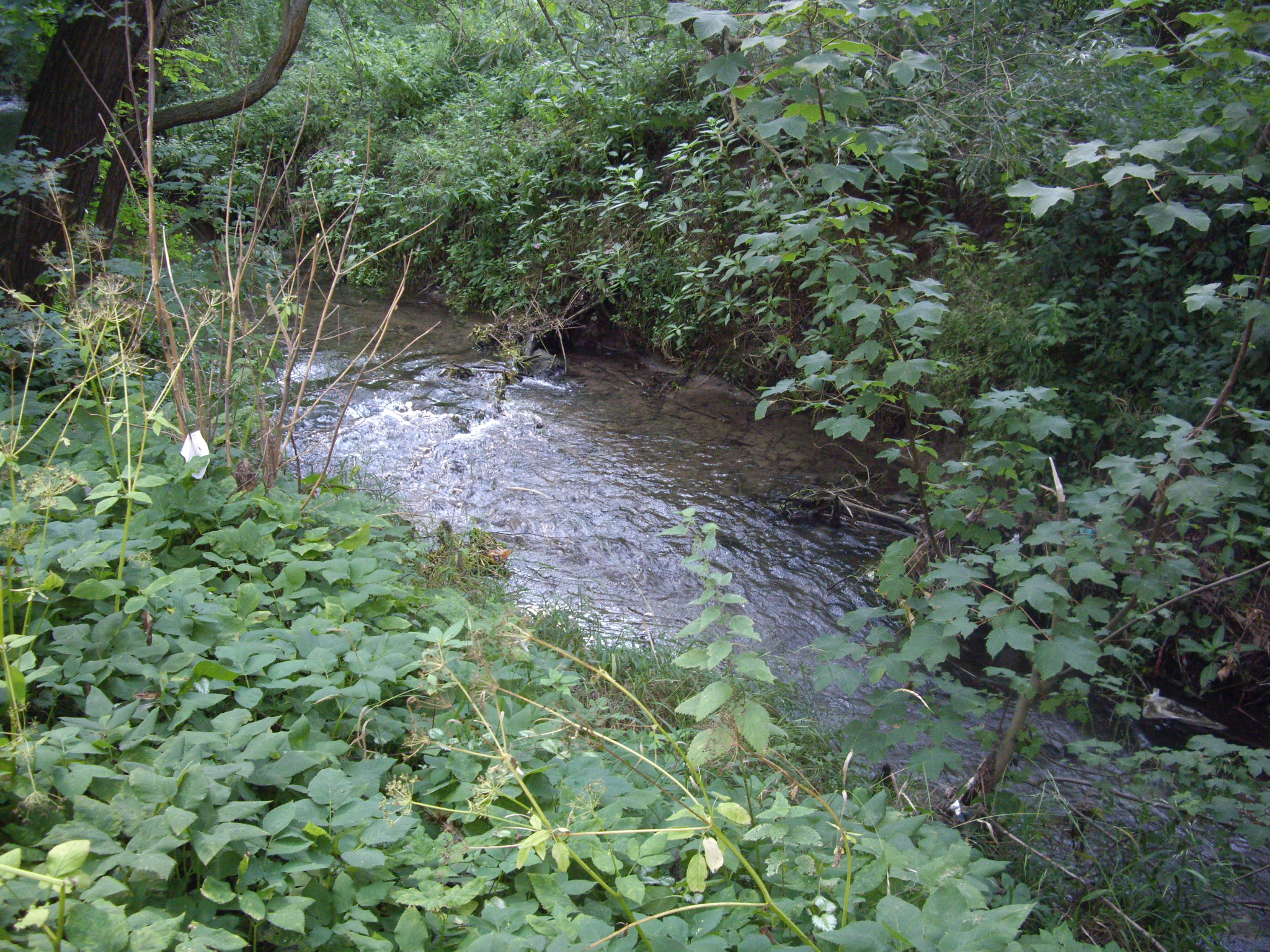
Blick vom Südufer, zwischen Rosdorf und der Mündung
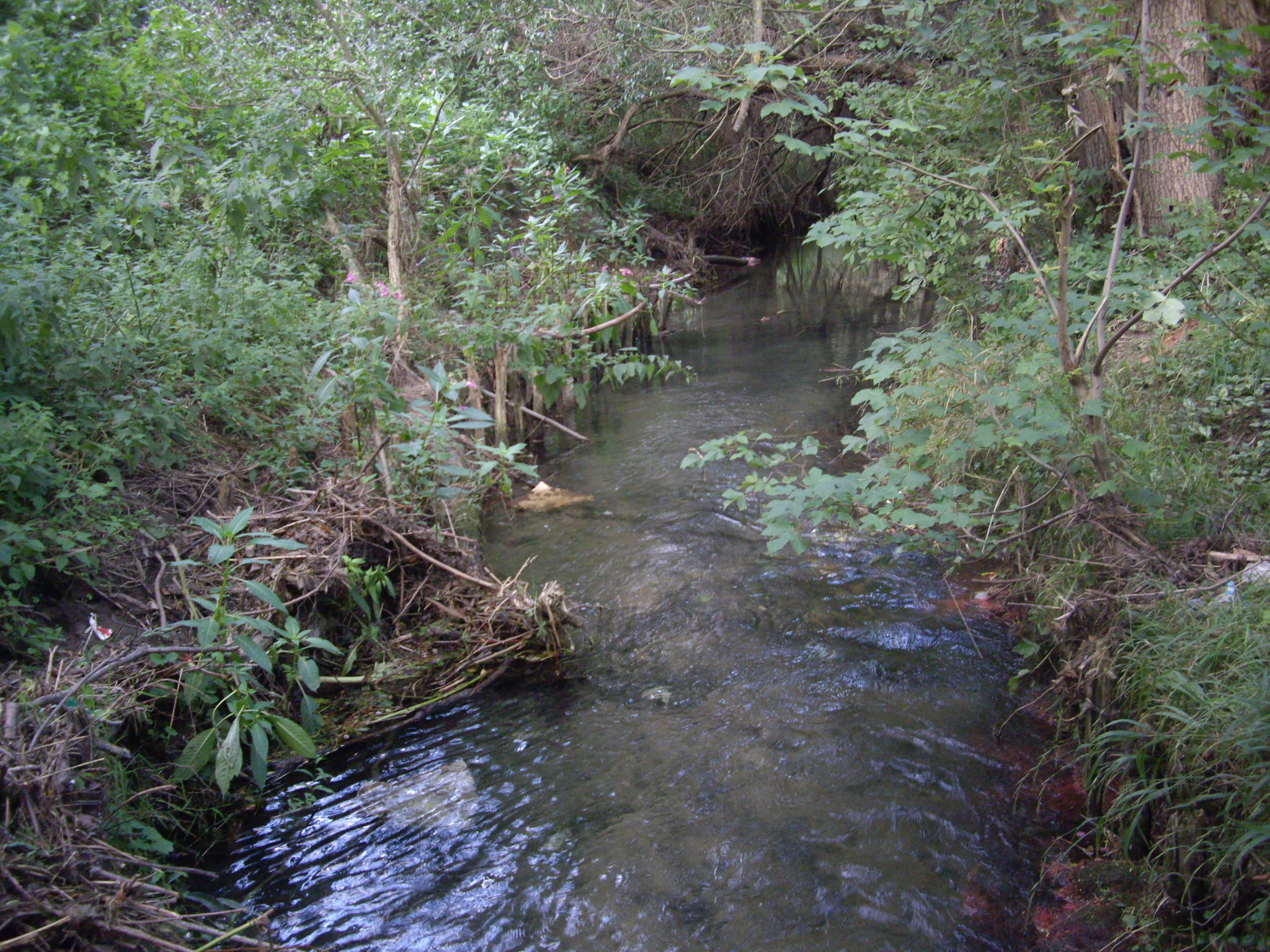
Wenige 100 m vor der Mündung, Blick bachabwärts nach Osten
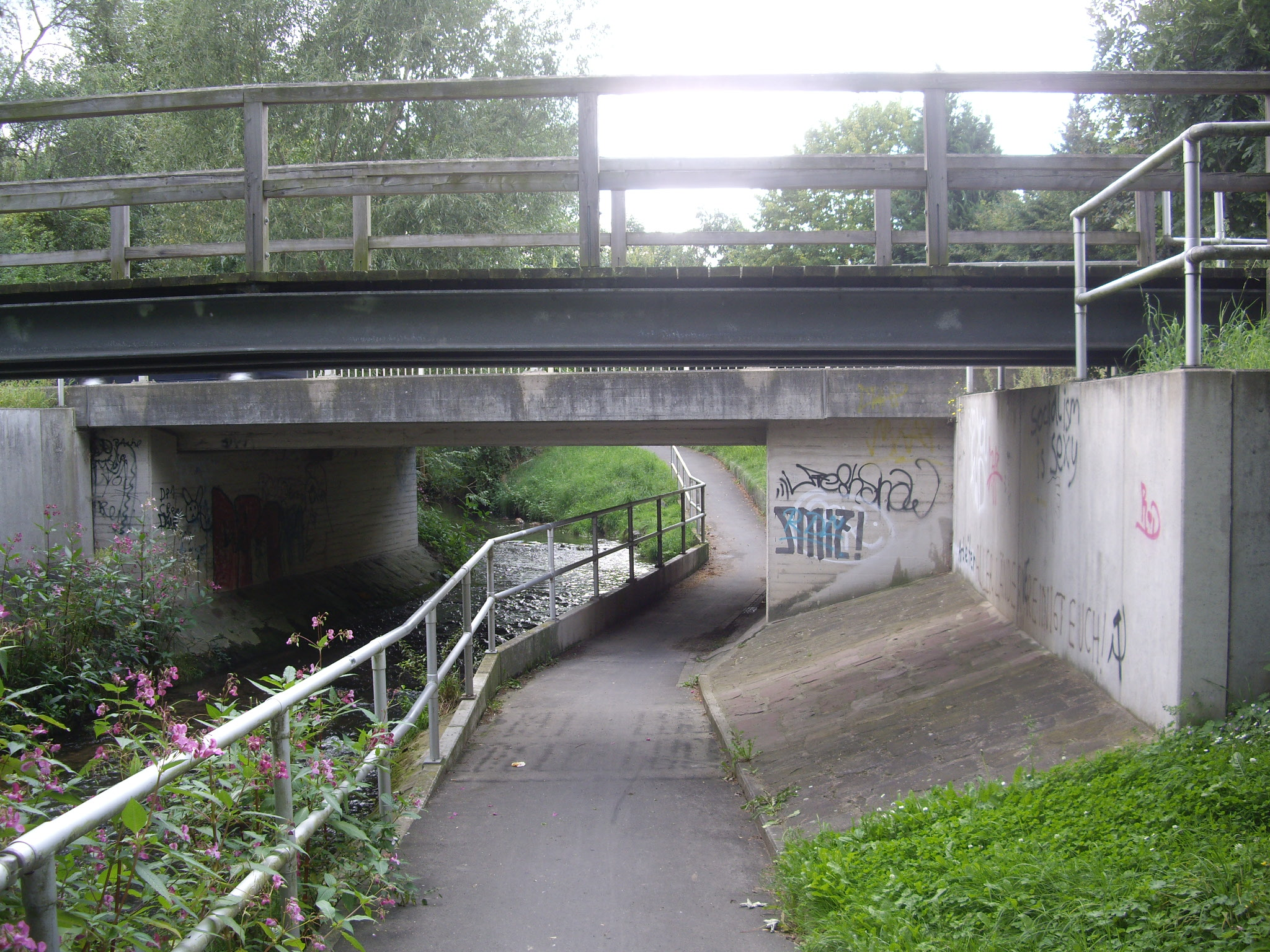
Brücke der Umgehungsstraße Am Flüthedamm in Rosdorf
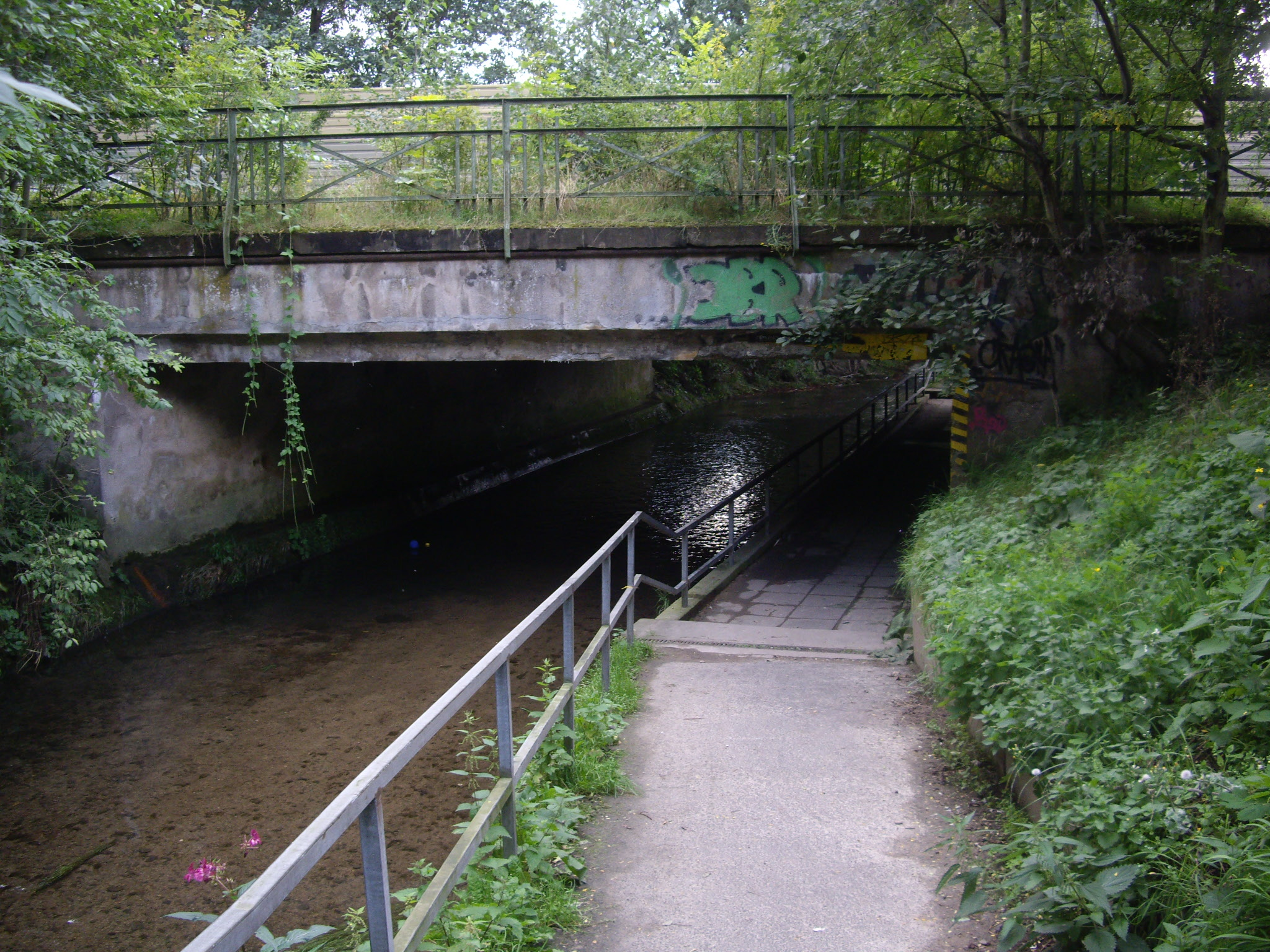
Eisenbahnbrücke in Rosdorf
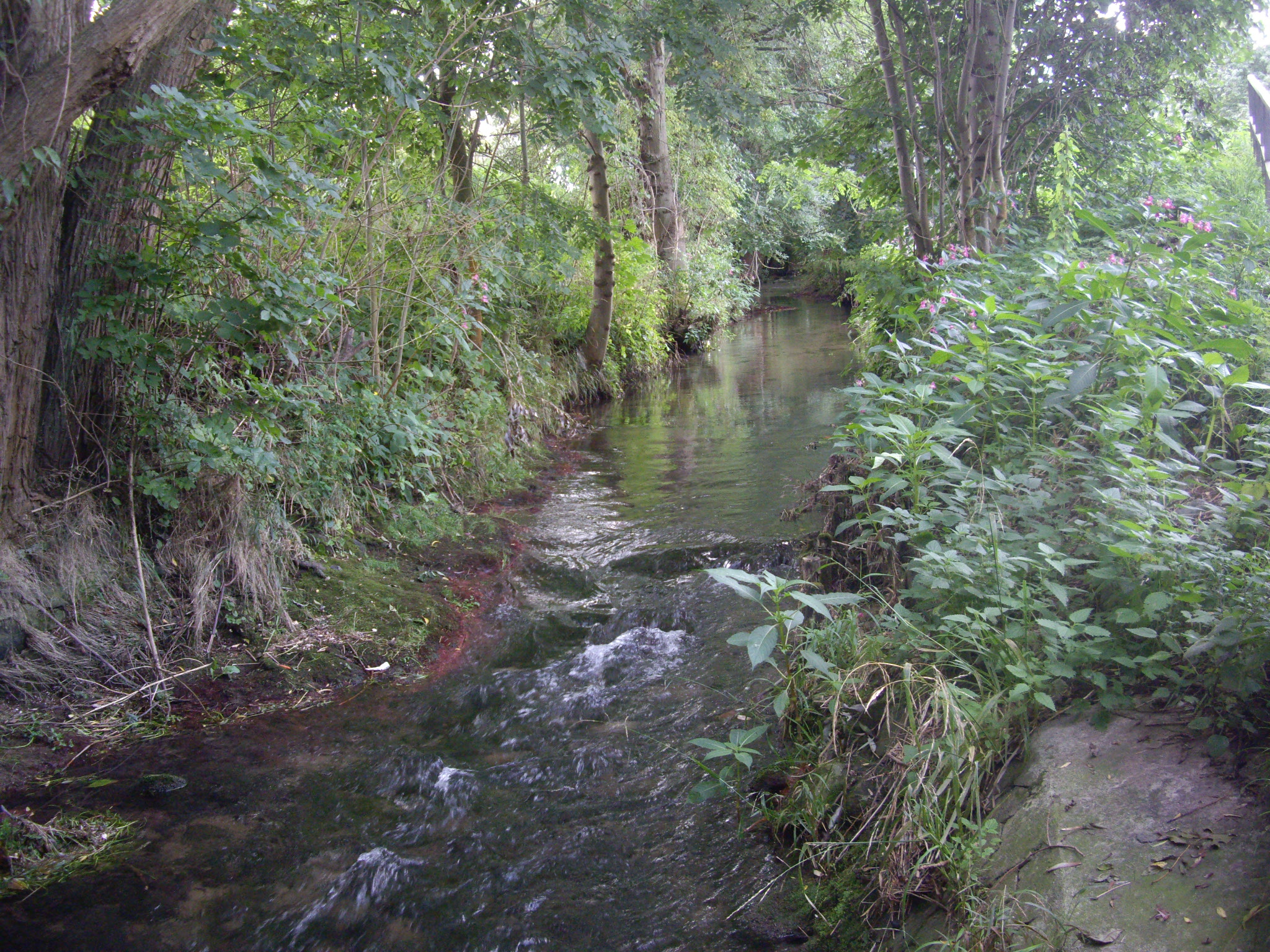
Wasserlauf in Rosdorf östlich Rischenweg